# Epicypta femorata
Epicypta femorata är en tvåvingeart som först beskrevs av Loïc Matile 1973.  Epicypta femorata ingår i släktet Epicypta och familjen svampmyggor. Inga underarter finns listade i Catalogue of Life.